# Synchiropus laddi
Synchiropus laddi là một loài cá biển thuộc chi Cá đàn lia gai (Synchiropus) trong họ Cá đàn lia. Loài này được mô tả lần đầu tiên vào năm 1960.

## Phân bố và môi trường sống
S. laddi có phạm vi phân bố ở Tây Thái Bình Dương. Loài cá này được tìm thấy tại Philippines, Palau, quần đảo Marshall, quần đảo Tuamotu, đảo Rotuma (Fiji) và Tonga. S. laddi sống ở độ sâu khoảng từ 1 đến 15 m.

## Mô tả
Mẫu vật lớn nhất của S. laddi có chiều dài cơ thể được ghi nhận là 3 cm.
Số gai ở vây lưng: 4; Số tia vây mềm ở vây lưng: 9; Số gai ở vây hậu môn: 0; Số tia vây mềm ở vây hậu môn: 8.
Loài cá này ăn các loài động vật không xương sống nhỏ. Chúng bơi thành từng nhóm nhỏ giữa các bụi rong tảo, cỏ biển.